# Pripisan spol
Pripisovanje spola pomeni določitev spola otroka ob njegovem rojstvu, običajno na podlagi fenotipskega spola. Spol, ki se pripiše, je v večini zahodnih družb moški ali ženski, zaradi česar je v uporabi tudi naslednja terminologija: "pripisan moški spol" ("PMS" oz. "AMAB", ang. "assigned male at birth") in "pripisan ženski spol" ("PŽS" oz. "AFAB", ang. "assigned female at birth"). Pripisan spol v cisnormativni družbi navadno enačimo z biološkim spolom.
Pripisan spol ali spol, pripisan ob rojstvu, je izraz, ki se uporablja za opis dejanja, kjer se ob rojstvu otroka temu pripiše spol na podlagi pregleda otrokovih zunanjih genitalij, ki ga opravi zdravnik, medicinska sestra, babica ali sorodnik. Na tak način se spol nedvoumno pripiše osebam v 99,95% rojstev. V preostalih primerih (pb. 1 od 2000) pa se oceni, da so potrebni dodatni diagnostični koraki in se pripis spola odloži. Spol se lahko pripiše tudi pred rojstvom s prenatalnim razločevanjem spola.
V splošnem tako starši otrok kot zdravstveni sistemi, vlade in širša družba domnevajo, da se bo spolna identiteta vseh oseb razvijala v skladu s spolom, ki ji je bil pripisan ob rojstvu. Ta domneva se imenuje predpostavka o cisspolnosti in je del prevladujoče cisnormativne družbe. Pri velikem številu ljudi se pripisan spol in spolna identiteta ne ujemata, to imenujemo transspolnost. Zavod TransAkcija navaja, da "(t)ransspolnost ne temelji na nujnosti ujemanja ob rojstvu pripisanega biološkega spola in osebne spolne identitete, temveč zajema vse spolne identitete, ki niso v skladu s spolom, ki je bil osebi pripisan ob rojstvu."
V zadnjih letih transspolne, interseksualne in spolno nenormativne osebe vse bolj nasprotujejo nujnosti zakonskega pripisovanja spola. V poročilu za nizozemsko ministrstvo za varnost in pravosodje je navedeno: "Zdi se, da se spol vse bolj dojema kot 'občutljiva‘ identitetna značilnost, ki pa zaenkrat ni obravnavana in zaščitena kot taka v predpisih o zasebnosti.“ Avstralske vladne smernice določajo, da "službe in agencije, ki zbirajo podatke o spolu in/ali spolnosti, ne smejo zbirati podatkov, razen če so potrebni ali neposredno povezani z eno ali več funkcijami ali dejavnostmi agencije“. Registracija spola je bila na Nizozemskem uvedena leta 1811 zaradi pravic in dolžnosti, ki se nanašajo na spol, na primer nabor v vojsko. Veliko določb o spolu v zakonodaji ne obstaja več, vendar določbe ostajajo zaradi razlogov, ki vključujejo "hitrost postopkov identifikacije“.

## Napačno pripisovanje spola
Napačno pripisovanje spola ali "misgendering" (ang.) se nanaša na uporabo besed za drugo osebo, specifično osebnih zaimkov ali oblike naslavljanja (npr. gospod, gospa), ki ne pravilno oz. ustrezno odražajo spola, s katerim se ta oseba identificira. Navadno gre pri napačnem pripisovanju spola za namensko naslavljanje transspolnih ali spolno nenormativnih oseb z izrazi, ki ustrezajo spolu, ki je bil tem osebam pripisan ob rojstvu. Pri napačnem pripisovanju spola lahko gre za namerno ali nenamerno diskriminacijo transspolnih in spolno nenormativnih oseb oz. transfobno diskriminacijo.
Ljudje, ki imajo diskriminatorna prepričanja in ideje o transspolni skupnosti, lahko napačno določanje spola uporabijo kot taktiko za nadlegovanje in ustrahovanje. To dokazuje med drugim raziskava o transspolnosti v ZDA iz leta 2015, ki je pokazala, da je 46 odstotkov vprašanih doživelo verbalno nadlegovanje zaradi svoje identitete, 9 odstotkov pa jih je bilo fizično napadenih.
Napačno pripisovanje spola ima lahko negativne posledice za samozavest in splošno duševno zdravje transspolne ali spolno nenormativne osebe. V študiji iz leta 2014, objavljeni v reviji Self and Identity, so transspolne osebe spraševali o njihovih izkušnjah z napačno določitvijo spola. Raziskovalci so ugotovili, da je 32,8% sodelujočih poročalo, da so se ob napačni spolni opredelitvi počutili zelo stigmatizirane. Največja verjetnost, da jim bo napačno pripisan spol, je bila pri osebah, ki imajo mešan ali nedoločljiv spolni izraz ali pa so naredile manj korakov v procesu tranzicije. Osebe, ki jim je bil napačno pripisan spol, so pogosteje menile, da je njihova identiteta zelo pomembna, vendar so imele nižjo samopodobo glede svojega videza. Imele so tudi manjši občutek moči in kontinuitete svoje identitete.

## Interspolnost
Število rojstev interspolnih otrok, tj. otrok, katerih spolne značilnosti ne ustrezajo tipičnim definicijam moškega in ženske, se ocenjuje med 0,018% in 1,7%. Določitev spola interspolnega otroka je lahko tudi v nasprotju z njegovo spolno identiteto. Medtem ko se nekatera interspolna stanja kažejo skozi nejasnost genitalij, se pri drugih genitalije lahko opredelijo kot tipično ženske ali tipično moške. V teh primerih se interspolnost ob rojstvu navadno ne prepozna in se otrokom pripiše spol na podlagi razbranih genitalij.
Nekateri dojenčki se rodijo z dovolj nejasnimi spolnimi značilnostmi, da pripis spola predstavlja daljši proces, ki vključuje številne teste in intenzivnega izobraževanja staršev o spolni diferenciaciji. V nekaterih od teh primerov se pričakuje, da se bo otrok med odrašččanjem soočal s fizičnimi težavami in/ali socialno stigmo, zato je treba pri odločitvi o določitvi spola pretehtati prednosti in slabosti končne odločitve. Interspolni aktivisti kritizirajo "normalizacijske" postopke, ki se izvajajo na interspolnih otrocih, ki ne morejo dati informiranega soglasja za postopke in posege nad lastnimi telesi.
Številni interspolni otroci so ob rojstvu podvrženi medicinski krepitvi pripisanega spola skozi kirurške ali hormonske posege. Ti medicinski posegi se zaradi svoje nepotrebnosti in možnosti vseživljenjskih zapletov vse bolj obravnavajo kot kršitev človekovih pravic. Tudi po mnenju Urada visokega komisarja Združenih narodov za človekove pravice gre pri tovrstnih praksah, sploh brez predhodnega soglasja, za kršitev človekovih pravic posameznika.

### Zgodovina
Izraz "pripisovanje spola" se je začel uporabljati konec 50. in v začetku 60. let prejšnjega stoletja. V evropskih družbah so rimsko pravo, postklasično kanonsko pravo in pozneje običajno pravo spol osebe označevali kot moški, ženski ali "hermafrodit", s pravnimi pravicami kot moški ali ženska, odvisno od značilnosti, ki so se zdele najbolj prevladujoče. V rimskem pravu je bilo treba "hermafrodita" opredeliti kot moškega ali žensko osebo. Decretum Gratiani iz 12. stoletja navaja: "Ali je hermafrodit lahko priča oporoki, je odvisno od tega, kateri spol prevladuje“. V temeljih običajnega prava, v Angleških zakonskih inštitutih iz 16. stoletja, je opisano, da lahko hermafrodit deduje "bodisi kot moški bodisi kot ženska, v skladu s spolom, ki prevladuje.“ Skozi stoletja so bili opisani pravni primeri, v katerih je bil pripis spola vprašljiv.
Z medikalizacijo interspolnosti so se merila za določanje spola skozi desetletja razvijala, saj se je izboljšalo klinično razumevanje bioloških dejavnikov in diagnostičnih testov, spremenile so se kirurške tehnike in postale jasnejše možne komplikacije ter odziv na rezultate in mnenja odraslih, ki so odraščali z različnimi interspolnimi stanji.
Pred 50. leti prejšnjega stoletja je pripisovanje spola skoraj v celoti temeljilo na videzu zunanjih spolovil. Čeprav so se zdravniki zavedali, da obstajajo stanja, pri katerih se lahko očitne sekundarne spolne značilnosti razvijejo v nasprotju z osebnim spolom, in stanja, pri katerih se spol gonad ne ujema s spolom zunanjih genitalij, je bila njihova sposobnost razumevanja in diagnosticiranja takih stanj v otroštvu prešibka, da bi lahko v večini primerov poskušali napovedati prihodnji razvoj.
V petdesetih letih prejšnjega stoletja so endokrinologi razvili osnovno razumevanje glavnih interspolnih stanj, kot so prirojena adrenalna hiperplazija (CAH), sindrom neobčutljivosti na androgene in mešana gonadna disgeneza. Odkritje kortizona je prvič omogočilo preživetje dojenčkov s hudo CAH. Novi hormonski testi in kariotipi so omogočili zanesljivejšo diagnozo v otroštvu in napoved prihodnjega razvoja.
Pripisovanje spola je postalo več kot le izbira spola za spolno socializacijo, ampak je začelo vključevati tudi kirurško zdravljenje. Odstranili so lahko nesestavljena semenčeca. Zelo povečan klitoris je bilo mogoče amputirati na običajno velikost, vendar so bili poskusi ustvarjanja penisa neuspešni. John Money in drugi so kontroverzno menili, da je verjetnost, da bodo otroci razvili spolno identiteto, ki se ujema s spolom odraščanja, večja, kot bi jo lahko določali kromosomi, gonade ali hormoni. Tako nastali medicinski model so poimenovali "model optimalnega spola“.